# Mesogyne
Mesogyne es un género con dos especies de plantas de flores pertenecientes a la familia  Moraceae.

## Especies seleccionadas
- Mesogyne henriquesii
- Mesogyne insignis

- Datos: Q1330418
- Multimedia: Mesogyne / Q1330418
- Especies: Mesogyne